# (120348) 2004 TY364
(120348) 2004 TY364, também escrito como (120348) 2004 TY364, é um objeto transnetuniano que está localizado no Cinturão de Kuiper, uma região do Sistema Solar. Ele possui uma magnitude absoluta de 4,5 e tem um diâmetro estimado de cerca de 365 km. O astrônomo Mike Brown lista este corpo celeste em sua página na internet como um candidato a possível planeta anão.

## Descoberta
(120348) 2004 TY364 foi descoberto no dia 3 de outubro de 2004 pelos astrônomos Michael E. Brown, Chad Trujillo e David L. Rabinowitz, através do Observatório Palomar.

## Órbita
A órbita de (120348) 2004 TY364 tem uma excentricidade de 0,067 e possui um semieixo maior de 38,815 UA. O seu periélio leva o mesmo a uma distância de 36,200 UA em relação ao Sol e seu afélio a 41,430 UA. Atualmente ele está a uma distância de cerca de 39,5 UAs em relação ao Sol.